# Socialistische Harmonie "Werkerswelzijn" Brugge
Socialistische Harmonie "Werkerswelzijn" Brugge is een harmonieorkest, dat in Brugge in de Belgische provincie West-Vlaanderen in 1920 werd opgericht. De omgangsnamen zijn tegenwoordig harmonie Werkerswelzijn en meest van al wordt SHW Brugge gebruikt.

## Geschiedenis
De toen nog jonge arbeidersbeweging in België stichtte in het begin van de 20e eeuw allerlei verenigingen, die de bevolking ervan overtuigden, dat ook de arbeiders hun vrije tijd wel nuttig zouden kunnen besteden. Op deze manier werd op 7 januari 1920 in Brugge de harmonie "Werkerswelzijn" opgericht. Tot heden is zij de enige overblijvende vereniging van al de verenigingen die in deze context in die periode in Brugge in het leven werden geroepen.
Tot de jaren 60 van de twintigste eeuw bleef de harmonie vooral een propagandamiddel binnen de socialistische beweging. De verandering van de tijden maakte ook voor dit muziekkorps de ommekeer noodzakelijk. Langzaam maar zeker werd een nieuwe weg ingeslagen, werd Werkerswelzijn in de jaren 1970 van de teloorgang gered en groeide zij uit tot een moderne muziekvereniging die openstaat voor alle muzikanten uit de sector blaas- en slagwerkmuziek voor wie musiceren in een gezellige sfeer en op behoorlijk hoog niveau belangrijk is. De muziekvereniging neemt deel aan provinciale muziektornooien, organiseert een jaarlijks lenteconcert met een feestavond en een jaarlijks concert in de Stadsschouwburg.

## Dirigenten
- van na de Tweede Wereldoorlog tot 1970 (bij zijn overlijden): Maurice De Meyer
- van 1971 tot 1996: Lucas Gryson, die daarna nog tot 2004 spelend lid bleef
- 1996-heden - Ronald Vandommele